# Поспишил, Милослав
Милослав Поспишил (чеш. Miloslav Pospíšil; 6 августа 1918, Бистршице-под-Гостинем — 4 сентября 1951, Прага) — чехословацкий антикоммунист, один из лидеров повстанческой организации Гостинские горы. Участник партизанского движения против нацистской оккупации и вооружённой борьбы против коммунистического режима. Был арестован, приговорён к смертной казни и повешен. В современной Чехии считается борцом демократического сопротивления.

## Партизан и ремесленник
Родился в чешской рабочей семье из небольшого моравского города. Обучился на резчика по камню. В 1938 был призван в чехословацкую армию, но после Мюнхенского соглашения демобилизован. В 1939, при немецкой оккупации, направлен из протектората Богемии и Моравии на принудительные работы в нацистскую Германию.
В 1942 был арестован гестапо за саботаж на стройке. Два года находился в заключении, а затем, во время рейда союзников, сумел бежать. Пробрался в Моравию, вступил в партизанский отряд. Несколько месяцев воевал против нацистских оккупантов. После войны Милослав Поспишил обосновался в городе Одры близ границы с Польшей. Открыл свой ремесленный бизнес, изготовлял каменные скульптуры.

## Антикоммунистический повстанец
После февральского переворота и установления диктатуры Компартии Чехословакии (КПЧ) власти аннулировали лицензию и конфисковали «мелкобуржуазную собственность» Поспишила. Он попытался нелегально эмигрировать из Чехословакии, но был арестован в Оломоуце и два месяца провёл в тюрьме. Освобождён помилованием президента Готвальда. Устроился работать каменотёсом в мастерскую, женился, попытался адаптироваться к новым условиям.
Вновь был арестован и обвинён в незаконном хранении оружия. Милослав Поспишил бежал из-под стражи и вместе с друзьями Властимилом Перуткой и Ладиславом Палой примкнул к вооружённому антикоммунистическому подполью. Поспишил, Перутка и Пала присоединились к повстанческой организации Гостинские горы.
Милослав Поспишил стал одним из ближайших помощников основателя «Гостинских гор» Йозефа Чубы. Участвовал в нападениях на коммунистических функционеров, организовывал добычу и тайное складирование оружия. В декабре 1950 захватил 170 тысяч крон в кредитном кооперативе деревни Блазице. При этом Поспишил оставил кооператорам расписку от «Гостинских гор». После ареста Чубы принял на себя руководство организацией.
Ликвидацией «Гостинских гор» руководили в госбезопасности StB капитан Главачка и лейтенант Гребеничек. Была устроена провокация: пожилого бывшего партизана Антонина Бардина убедили, будто его дочь, партизанская связная Ольга, погибла по вине Поспишила. Бардин согласился позвать Поспишила и его бойцов на встречу, где была организована засада. Поспишила ждали три десятка агентов StB и бойцов SNB.
Столкновение произошло 19 августа 1950 близ деревни Тесак. Ловушка не удалась. Завязалась перестрелка, в которой погибли повстанческий командир Властимил Янечка и старший сержант SNB Винценц Шимчак. Чья именно пуля оказалась смертельной для Шимчака, доподлинно не установлено — весьма вероятно, что гибель наступила от «дружественного огня». Однако официально в этом был обвинён Милослав Поспишил. Пропаганда КПЧ обличала его как «безжалостного убийцу».
Повстанцы во главе с Поспишилом сумели оторваться от преследования. Несколько месяцев они скрывались, отыскивая участок для ухода в ФРГ через Чешский Лес (переждать опасную ситуацию предполагалось в глухом районе Словакии). Но 3 февраля 1951 Милослав Поспишил был захвачен агентами StB на вокзале Всетина. На следствии он подвергался жёсткому физическому воздействию.
Процесс над 25 повстанцами «Гостинских гор» проходил в Готвальдове (тогдашнее название Злина). В отношении Милослава Поспишила главным обвинением было убийство Шимчака. Суд приговорил к смертной казни четверых лидеров «Гостинских гор», в том числе Йозефа Чубу и Милослава Поспишила; остальные подсудимые получили различные сроки заключения. Приговорённые к смерти были повешены в тюрьме Панкрац и похоронены на Дяблицком кладбище Праги.

## Память
В ЧССР Милослав Поспишил и его соратники считались «контрреволюционными бандитами». В 1990, после Бархатной революции, был принят Закон 119/1990 — политический режим 1948—1989 считается преступным, а сопротивление ему — законным и достойным уважения. Это законодательство развито в современной Чехии.
На холме Святой Гостин в Гостинских горах — место католического паломничества в чешских Западных Карпатах — установлен обелиск с именами антикоммунистических повстанцев, в том числе Милослава Поспишила.